# Reserva de la biosfera Bosawás
La Reserva de la Biosfera Bosawás es troba en el departament de Jinotega (frontera amb Hondures), compartida per la Regió Autònoma de la Costa Carib Nord (RACCN) i en una petita part pel departament de Nova Segòvia a Nicaragua. Fou declarada Reserva de la Biosfera per la Unesco el 1997. El seu nom deriva dels noms «riu Bocay, turó Saslaya, i riu Waspuk. La primera reserva se'n fundà al 1954.

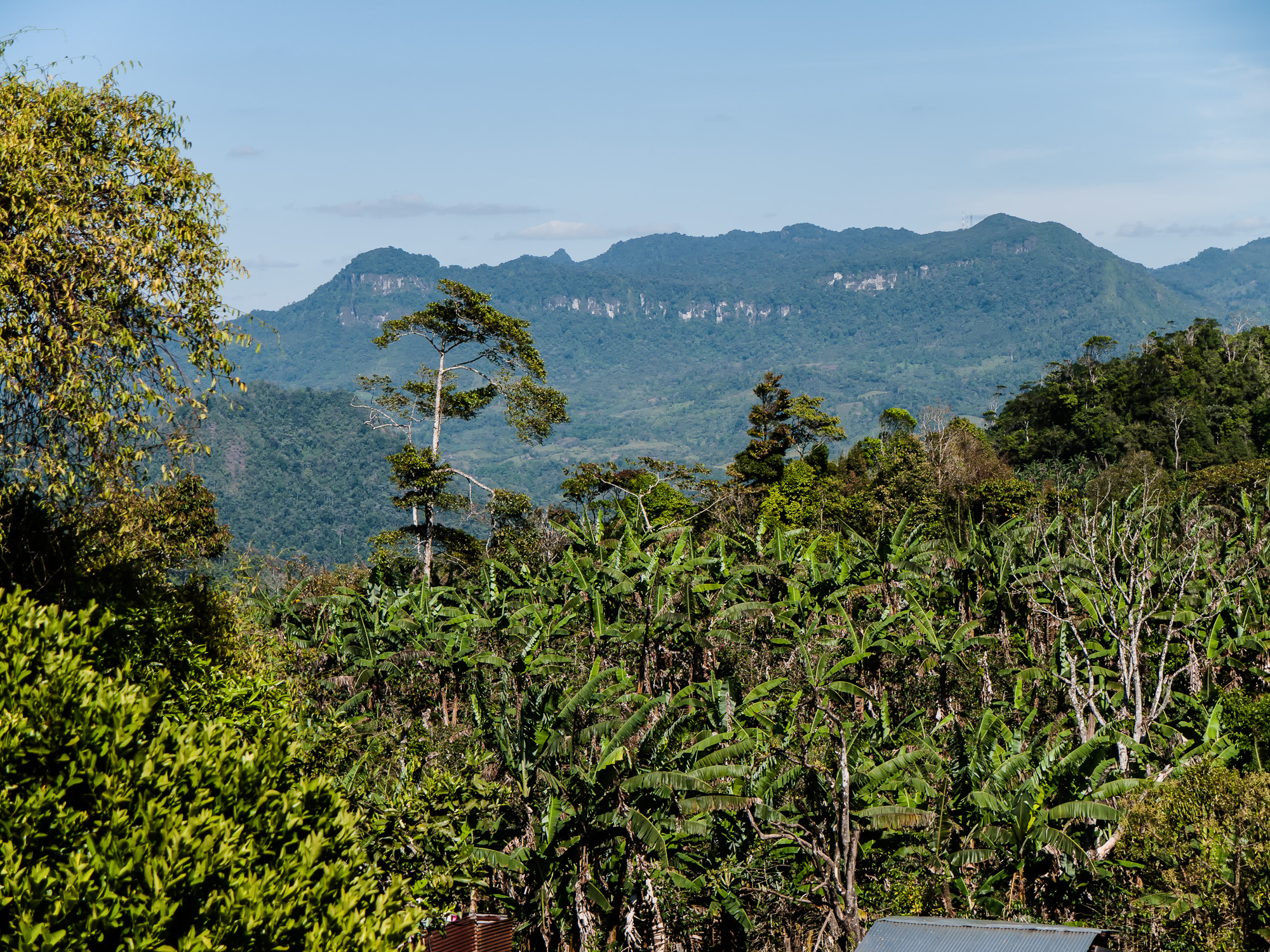
Peñas Blancas, part de la Reserva de Biosfera Bosawás: és la segona selva més gran de l'hemisferi occidental, després de la selva amazònica al Brasil. Situada al nord-est de la ciutat de Jinotega, al nord-est de Nicaragua

Constitueix la major reserva forestal de Centreamèrica i la tercera més gran del món, és un dels millors exemples de bosc tropical humit i de bosc de núvols de la regió; engloba també àrees d'altitud mitjana, fins als 1.650 m, cim més alt del Saslaya, l'entorn del qual ha estat declarat parc nacional. Per la reserva transcorren molts rius tributaris del Coco, i en destaquen el Bocay i el Waspuk.
Forma amb la Reserva de la Biosfera de Riu Plàtan (8.000 km²) i altres àrees boscoses d'Hondures un bloc continu de selva tropical. Uns 50.000 km² (30.000 a Hondures i 20.000 de la reserva Bosawás), que suposen la segona selva més gran de tot el continent.
La zona central, la componen els territoris situats a la part sud del curs mitjà del Coco, amb una àrea aproximada de 7.441 km², incloent principalment la zona del riu Bocay, turó Saslaya i riu Waspuk.
La zona d'amortiment (més de 12.000 km²) la delimiten els sis municipis adjacents (Bonanza, Siuna, Waspam, Waslala, Wiwilí i Cuá-Bocay, que comparteixen fronteres comunes amb la zona central de la reserva.

## Història
La reserva fou declarada oficialment el 1979, però a causa de la guerra d'intervenció nord-americana no se li donà seguiment. El 1991, en acabar la guerra, es començà a estudiar la reserva. El 1997 fou declarada Reserva de la Biosfera. Des de l'any 2000, molts colons s'hi han assentat i estan talant el bosc. El 2003, el govern declarà 6 territoris indígenes a la zona central per evitar la tala de més arbres. En aquest moment 21.000 indígenes han rebut el títol de possessió del 7% del territori nicaragüenc. La desforestació il·legal, però, continua.

## Flora i fauna
El clima de la zona meridional d'Hondures i de la part septentrional de Nicaragua és propici per al desenvolupament de selves umbròfiles de muntanya i de selves tropicals a les terres baixes. Així s'estén aquesta gran massa forestal extremament rica en espècies de plantes i animals. En Bosawás la major zona forestal es troba a la zona central i és formada per selves equatorials i de muntanya; a la zona d'amortiment, però, la selva ha estat talada i cremada de tal forma que n'ha disminuït la coberta vegetal de 12.000 km² a uns 3.000 km² (incloent boscs de pi), als quals cal sumar els 7.800 km² de selva verge de la zona central. En total les selves i boscs de pins de la reserva abastaven uns 14.000 km²; l'huracà Félix, però, destruí part del bosc i la superfície forestal se n'ha reduït a uns 10.500 km².
S'hi han identificat 270 espècies de plantes, moltes de les quals tenen atributs alimentaris, ornamentals i medicinals.
Bosawás és un punt de convergència de fauna de nord i Sud-amèrica i conté una enorme riquesa en organismes tant invertebrats com vertebrats. La selva tropical és el bioma més ric del planeta i es calcula que a Bosawás hi ha el 13% de les espècies conegudes. No es coneixen gaire les espècies que l'habiten. Des que començaren les recerques en zones verges de la reserva, s'han trobat 200 espècies d'animals vertebrats i invertebrats. La reserva conté colònies de quetzals significatives numèricament a Mesoamèrica. També hi ha una de les àguiles més grans del món, l'harpia (Harpya harpija); també hi ha una població definida de guacamais rojos alagrocs (Llaura macao); els principals depredadors (puma i jaguar) i l'herbívor més gran de Mesoamèrica, el tapir.L'entomofauna n'és encara prou inexplorada. S'hi calcula grosso modo l'existència de 100.000 a 200.000 espècies d'insectes.
Moltes espècies de mamífers serveixen d'aliments als indígenes.

## Població
La població humana, a part de la mestissa, és composta per indis rames, sumos i miskitos, dels quals només els dos últims pobles han conservat la llengua i s'han organitzat en sis territoris indígenes:
- Miskito Indian Tasbaika Kum (683,4 km²).
- Kipla Sait Tasbaika (1.073,7 km²).
- Li Lamni Tasbaika Kum
- Mayangna Sauni As (1.668 km²).
- Mayangna Sauni Bu (1.024,5 km²).
- Mayangna Sauni Bas (40,1 km²).

La població mestissa, en una zona central de la reserva, duu a terme una activitat agrícola i ramadera que té impacte en el seu ecosistema.

### Amenaces
Bosawás és una reserva amenaçada. Com que és la segona selva tropical més gran d'Amèrica rep múltiples amenaces per part de la gent. Molts mestissos empesos per la pobresa i la fam s'estableixen a Bosawás i talen la selva. La desforestació n'és la principal amenaça; ja han estat desforestats uns 2500 km², això ha portat l'extinció a moltes espècies que eren noves per a la ciència. La població circumdant a la reserva continua talant malgrat l'oposició dels nadius sumos.
Al costat de la desforestació hi ha les seqüeles de l'huracà Félix, que va destruir una gran part de la selva tropical de Bosawás. Uns 200 km² desaparegueren completament i els altres 12.000 km² que componen la zona d'amortiment han estat afectats en diversos graus. Afortunadament la zona central (la de major biodiversitat) no hi quedà afectada.